# ファラブンド・マルティ民族解放戦線
ファラブンド・マルティ民族解放戦線 (FMLN、西:Frente Farabundo Martí de Liberación Nacional）はエルサルバドルの左翼ゲリラ組織。現在は左派政党。
1980年10月10日、反米・反極右政権の左翼ゲリラ連合体として結成。ソ連、キューバ、ニカラグアなど東側諸国の軍事支援を受け、エルサルバドルの社会主義化を目指した。1991年にソ連が崩壊し、友好国からの援助が激減し、これ以上の戦闘が不可能になると、1992年には内戦を終結させ、議会主義路線の合法政党として選挙に参加、2009年大統領選挙で同党候補のマウリシオ・フネスが勝利したことで、2009年6月1日初めて政権に就いた。
同党は次の5つの組織から構成される。
- FPL (Fuerzas Populares de Liberación Farabundo Martí、ファラブンド・マルティ解放人民軍）：サルバドル・カイェタノ・カルピオによって1970年結成。;
- ERP (Ejército Revolucionario del Pueblo、人民革命軍)：ホアキン・ビリャロボスによって1972年結成された労働運動の前衛組織。
- RN (Resistencia Nacional、民族抵抗軍)：1975年ERP非主流派によって結成、政治闘争を重視。
- PRTC (Partido Revolucionario de los Trabajadores Centroamericanos、中米労働者革命党)：1976年結成。
- FAL (解放軍）：1980年、PCS (エルサルバドル共産党)の軍事部門として結成。

FMLN全体で最盛期には6000人の民兵を擁していた。
FMLNは内戦終結で議会制民主主義に移行した1992年に合法政党に転換した。ただ党内には、大きくわけて伝統派（革命的社会主義）と改革派（社会民主主義）の路線対立が存在する。またアナキズム、アナルコ・サンディカリズムの系譜も存在する。ラテンアメリカおよびカリブ海諸国政党恒久協議会（COPPPAL）、サンパウロ・フォーラムに加盟する。

## 名称の由来
アグスティン・ファラブンド・マルティは、サルバドル共産党党首として親米・極右軍事政権に対する武装闘争を指導し、1932年逮捕・処刑された人物。

## 1992年以降の発展
ゲリラ組織から合法政党に転換した後、FMLNはエルサルバドルの各種選挙に参加してきた。1994年から2004年にかけて大統領選挙では、右派政権政党民族主義共和同盟（ARENA）に敗北しつつも、1997年以降は国会および地方自治体首長選挙では着実に党勢と支持基盤を拡大させてきた。
1994年大統領選挙では、FMLNは別の左派政党と共同でルベン・サモラを候補に立て、第一回投票で25%、第二回投票で31.6%を獲得したが、右派ARENAのアルマンド・カルデロン・ソル（第二回投票の得票率68.3%）に敗れた。一方で同年の国会選挙では84議席中21議席を獲得したものの、当選後7人がより穏健な政党に移籍したことから、党勢が危機に直面した。
しかしそうした分裂にもかかわらず、FMLNは1997年国会議員選挙では躍進を見せ、得票率33%で27議席とARENAとほぼ互角の成績だった。市長選挙でも躍進した。
1999年大統領選挙では、FMLNは元ゲリラ闘士のファクンド・グアルダド候補を立て、29%を獲得した。ARENAのフランシスコ・フロレス候補は52%を獲得した。
2003年国会議員選挙では、FMLNは得票率で34%、獲得議席数では31議席で、ARENAを4議席上回る勝利を収めた。また同年地方首長選挙でも首都市長などで勝利を収めた。
2004年大統領選挙では旧共産党幹部として1992年の和平協定に署名したこともあるシャフィク・アンダル候補が第一回投票で35.7%を獲得した。しかしARENAのアントニオ・サカが第一回投票で57.7%を獲得して勝利した。
2006年国会議員選挙で、FMLNは二大政党の一角としての地位を固めた。得票率で39.7%、獲得議席は32議席となり、ARENAの39.4%、34議席とほぼ並んだ。またFMLNは地方選挙でも、ビオレタ・メンヒバルが女性として初めてサンサルバドル市長に選ばれるなど勝利を収めた。
2009年には1月に国会議員選挙、3月に大統領選挙でそれぞれ実施されたが、国会議員選挙では得票率42.6%、獲得議席数35議席となり、右派与党のARENA (得票率38.5%、32議席)を上回る勝利を収めた。もっとも地方選挙ではメンヒバルが落選した。
3月15日、大統領選挙ではFMLNはCNNスペイン語特派員の経験があり、党内穏健派に属するマウリシオ・フネスを候補に立てて勝利し、20年間続けてきた新自由主義路線の与党ARENAからの初の政権奪取を実現した。左傾化が進む中南米諸国に新たな左派政権が誕生した。18日、エルサルバドル中央選挙管理委員会は、大統領選挙の最終結果を発表した。それによると左派のファラブンド・マルティ民族解放戦線党(FMLN)のマウリシオ・フネス候補は51.32%（135万4000票）、右派の民族主義共和同盟(ARENA)のロドリゴ・アビラ候補は48.68%（128万4588票）であった。フネスは6月1日大統領に就任した。
2014年の大統領選挙にはフネス政権で副大統領を務めたサルバドール・サンチェス・セレンを擁立し辛勝したが
、2019年の総選挙では国会議員選挙・大統領選挙ともナジブ・ブケレの新党ヌエバス・イデアスに敗れた。2024年の総選挙では1議席の獲得もならず、はじめて院外政党に転落した
。

## 外部サイト
- FMLN公式サイト
- 青年組織公式サイト
- Revista Informativa - FMLNカナダ支部